# عمر خورشيد
عمر محمد عمر خورشيد (9 أبريل 1945 - 29 مايو 1981) عازف جيتار وممثل ومنتج مصري، وُلد في حي عابدين بالقاهرة.
حصل على ليسانس الآداب قسم فلسفة، ودرس الموسيقى بالمعهد اليوناني للفيلهارموني، وعمل مع فنانين كبار أبرزهم: محمد عبد الوهاب وفريد الأطرش وعبد الحليم حافظ وأم كلثوم، وبدأ عمله السينمائي بدور في فيلم «ابنتي العزيزة» الذي أخرجه حلمي رفلة عام 1971، وشارك في بطولته كلا من نجاة الصغيرة ورشدي أباظة، وكانت أول بطولة مطلقة له مع الفنانة صباح في فيلم «جيتار الحب»، وشاركت معهما البطولة ملكة جمال العالم عام 1971 جورجينا رزق، لكن عمر لم يكن راضيًا عن هذا الفيلم بسبب أخطاء السيناريو، كما اشترك في بطولة أكثر من عمل تلفزيوني منها: «الخماسين»، و«الحائرة»، و«الحمامة»، و«الثأر»، و«آنسة». أنتج فيلمي «العاشقة» و«العرافة». لقي مصرعه في 29 مايو 1981 جراء حادث تصادم مروري عقب خروجه من الرولاند هو وزوجته اللبنانية «دينا» في نهاية شارع الهرم أمام مطعم «خريستو».

## حياته
وُلد عمر خورشيد في 9 أبريل 1945 لأسرة فنية عريقة، فوالده أحمد خورشيد هو أستاذ التصوير السينمائي، وكانت تربطه علاقات عديدة بنجوم السينما وكبار الشخصيات في الوسط الفني والكتاب والأدباء والمثقفين ورواد الموسيقى. أما والدته عواطف هاشم فكانت من سيدات المجتمع وقيل عنها أنها كانت جميلة جدًا، وقد انفصلت عن والده وعمر في سن صغيرة.
ظهر لأول مرة في فيلم ابنتي العزيزة الذي أخرجه حلمي رفلة وقام ببطولته كلا من نجاة الصغيرة ورشدي أباظة، وكانت أول بطولة مطلقة له كانت في فيلم جيتار الحب أمام الفنانة اللبنانية صباح وملكة جمال العالم عام 1971 جورجينا رزق، لكن عمر لم يكن راضيًا عن الفيلم كممثل بسبب أخطاء السيناريو. كان من المقرر أن يقوم عمر بدور الطفل الصغير في فيلم صراع في الوادي من بطولة فاتن حمامة وعمر الشريف، لكن عمر خورشيد مرض قبل تصوير الفيلم؛ وهذا ما منعه من القيام بالدور.

## حياته الخاصة
عمر له شقيقة واحدة هي جيهان، وأختين غير أشقاء من والدته منهما الفنانة شريهان، كما لديه أربعة إخوة ذكور من والده وأخت واحدة توفيت منذ سنوات في حادث سيارة.
وكان البعض يعتقد أن اعتماد خورشيد هي والدة عمر ولكن الحقيقة أنها كانت زوجة والده، ولم يعش معها إلا فترة قصيرة جداً من طفولته، حيث انتقل بعدها ليعيش مع والدته.
تزوج عمر خورشيد عدة مرات أولها كانت من أمينة السبكي عام 1971 والتي ظهرت معه في برنامج «سينما القاهرة» من تقديم ناهد جبر، ولكن الزواج لم يستمر لأكثر من عام وانتهى بالانفصال عام 1972، ثم تزوج بعد ذلك في نفس العام من الممثلة ميرفت أمين، ولكن هذا الزواج أيضًا لم يستمر طويلا وحدث الطلاق عام 1973، تلا ذلك زواجه من سيدة أعمال لبنانية اسمها دينا عام 1977، واستمر زواجهما حتى وفاته، إلا أنه تزوج عليها الممثلة مها أبو عوف في بداية عام 1981 قبل شهور قليلة من وفاته، وكانت مها حاملاً في شهرها الرابع حينما تُوفي عمر، لكنها أجهضت، وبذلك لم يكن لعمر أي أولاد. لم يتزوج عمر خورشيد من هويدا ابنة الفنانة صباح ولكنها تزوجت من أحمد خورشيد ولعل تشابه الأسماء هو ما أحدث الخلط.

## وفاته
في عام 1981 تعرض عمر خورشيد لحادث سيارة مروع في نهاية شارع الهرم بجانب مينا هاوس وأمام مطعم خريستو بعد انتهائه من عمله في أحد الفنادق الكبرى، حيث كانت بصحبته زوجته اللبنانية دينا، والممثلة مديحة كامل، ترددت الأقاويل بأن هذا الحادث كان مدبرًا؛ لا سيما أن زوجته ومديحة كامل شهدتا أمام النيابة بأنهما وهم في طريقهم للمنزل تعرضوا لمطاردة سيارة غامضة لم تتركهم إلا بعد أن تأكد صاحبها أن عمر خورشيد اصطدم بعمود الإنارة، وأقاويل أخرى أنه كان مدبرا من قبل مسؤول سياسي كبير جدا في هذا الوقت لوقوع ابنته الصغرى في حب عازف القيثارة الشهير، وهناك أيضا اصابع اتهام تتجه نحو السياسي صفوت الشريف انه كان وراء مقتل عمر خورشيد ولم تظهر تلك الاتهامات الا بعد وفاة صفوت الشريف الذي قيل أيضا انه كان متورطا في اغتيال سعاد حسني، وقيل أن أحد المنظمات الفلسطينية قتلته لإنها قررت قتل كل من ذهب مع السادات لواشنطن لتوقيع مبادرة السلام المصرية الإسرائيلية وقد قام عمر خورشيد بالعزف على القيثارة في البيت الأبيض وقد اغتيل بالفعل كلا من عمر خورشيد ويوسف السباعي والسادات نفسه. وبالرغم مما قيل إلا أن عازف القيثارة انتهى في فترة كان فيها حديث الناس لفترة طويلة بدايةً من عمله مع كوكب الشرق أم كلثوم في منتصف الستينات إلى أعماله السينمائية التي حققت نجاحا واسعًا مثل: «حتى آخر العمر» و«ابنتي العزيزة»، و«أعظم طفل في العالم»، و«العاشقة» و«العرافة» و«دموع في ليلة الزفاف» والفيلمان السوريان «أموت مرتين وأحبك» و «وداعا للأمس» وزواجه من ممثلات شهيرات أمثال ميرفت أمين ومها أبو عوف.
ومن معزوفاته:
أول همسة، الربيع، أهواك، حبيبتى، يا ناسيني، بنادي عليك، بيني وبينك، أنا لك على طول، رحبانيات، الحلوة دي، الفن، يا دلع، قارئة الفنجان، عزيزة، الرصاصة لا تزال في جيبي، العاشقة، حبيتك بالصيف، توبة، من أجل عينيك، نجوم الليل، وادي الملوك.

## أعماله

### ممثل
- 1981: العرافة
- 1981: دموع في ليلة الزفاف
- 1980: العاشقة
- 1978: النشالة
- 1978: الدنيا نغم
- 1978: شفاه لا تعرف الكذب
- 1977: لا تقولي وداعا للأمس
- 1976: أموت مرتين وأحبك
- 1975: حتى آخر العمر
- 1975: سيدتي الجميلة
- 1974: غراميات خاصة
- 1974: التلاقي
- 1973: عندما يغني الحب
- 1973: فتيات مراهقات
- 1973: جيتار الحب
- 1973: مدرسة المراهقين
- 1972: ذئاب على الطريق
- 1972: العاطفة والجسد
- 1972: أعظم طفل في العالم
- 1971: ابنتي العزيزة

### مسلسلات
- 1972: الخماسين
- 1972: الحائرة
- الآنسة
- حبي أنا

### مسرحيات
- 1974: كباريه

### الألحان والموسيقى التصويرية

#### في الأفلام
- 1980: العاشقة
- 1978: وادي الذكريات
- 1975: اذكريني
- 1975: حبيبتي
- 1974: الأخوة الأعداء
- 1974: أين عقلي
- 1974: الرصاصة لا تزال في جيبي
- 1973: شلة المحتالين
- 1973: صوت الحب
- 1973: الحب الذي كان
- 1977:سقطت في بحر العسل

كما شارك عمر خورشيد إلى جانب عمالقة من الملحنين أمثال سيد مكاوي ومحمد الموجي وحلمي بكر وعمار الشريعي في تلحين تترات ومواضيع فوازير الأسطورتين نيللي وشريهان

### مصمم الاستعراضات
- العاطفة والجسد (فيلم) 1972

### معزوفاته
- أول همسة فريد الاطرش
- الربيع فريد الاطرش
- فكروني - أم كلثوم
- ألف ليلة وليلة (أغنية) - أم كلثوم
- ليلة حب (أغنية) - أم كلثوم
- إنت عمري (أغنية) - أم كلثوم
- أمل حياتي - أم كلثوم
- ودارت الأيام - أم كلثوم
- هذه ليلتي - أم كلثوم
- من أجل عينيك (أغنية) - أم كلثوم
- أهواك (أغنية) - عبد الحليم حافظ
- أنا لك على طول (أغنية) - عبد الحليم حافظ
- توبة (أغنية) - عبد الحليم حافظ
- قارئة الفنجان - عبد الحليم حافظ
- حبيتك بالصيف (أغنية) - فيروز
- طلعت يا محلا نورها (أغنية) - فيروز
- لما بدا يتثنى (أغنية) - فيروز
- الحلوة دي (أغنية) - فيروز
- بنادي عليك (أغنية) - فريد الأطرش
- يا دلع - صباح
- موسيقى يا ناسينى، رحبانيات، بينى وبينك، الفن، عزيزة، من أجل عينيك، نجوم الليل، وادى الملوك.
- Love Story
- La Playa
- Kiss Of Fire
- Never On Sunday
- Guitar Tango
- Arabian Melody
- Midnight Love
- Solenzara
- Johnny Guitar
- Godfather
- Sawt El-Hub
- Fidaou El Amar
- Hernados Hide Away
- MALAGUENA
- La Cumparsita
- Warakat Ya Nassib
- Pop Corn
- Apache
- Casatschok
- La Paloma
- Shams Ala Al-Jaleed
- Ijaza Min Al Hobb
- Pop Concert

## روابط خارجية
- عمر خورشيد على موقع IMDb (الإنجليزية)
- عمر خورشيد على موقع قاعدة بيانات الأفلام العربية
- عمر خورشيد على موقع ميوزك برينز (الإنجليزية)
- عمر خورشيد على موقع أول ميوزيك (الإنجليزية)
- عمر خورشيد على موقع ديسكوغز (الإنجليزية)
- عمر خورشيد على موقع قاعدة بيانات الفيلم (الإنجليزية)